# Deutsches Migrationsmuseum
Das Deutsche Migrationsmuseum (DMM) ist ein virtuelles Museum, das aus Sicht der Migranten ihre Geschichte in Form mündlicher Überlieferungen multimedial dokumentiert. Das Projekt stellt in Form einer digitalen Plattform Multimedia-Inhalte zur Verfügung, die nicht in einem physisch zu besuchendes Museum, sondern frei über das Internet zugänglich sind. Dabei stellen sich z. B. in Form von kurzen Video-Interviews bzw. Selbstdarstellungen Migranten vor, die ihre ganz persönliche Geschichte von Migration, Ein- und Auswanderung und ihre Rolle dabei darstellen.

## Organisation
Die Gründung als Migrationsmuseum e.V. erfolgte  am 3. Februar 2017 mit Sitz in Berlin. Gründerin und Leiterin ist Suely Torres, gebürtig in Recife (Brasilien), die als  Kultur- und Sozialwissenschaftlerin die inhaltliche Arbeit maßgeblich ausrichtet und als Kuratorin und Fotografin tätig ist. Seit 2020 ist das Deutsche Migrationsmuseum mit seiner Internet-Präsenz online.

## Ziele
Ziel ist der Aufbau einer Online-Bibliothek als Datenbank zur Migrationsgeschichte in Form von Interviews, Film- und Tondokumenten, Podcasts, Fotos und Schriftstücken. Als vielseitige Sammlung von sozial-, kultur- und alltagsgeschichtlichen Zeugnissen zur Geschichte und Gegenwart der Ein- und Auswanderung sollen diese den Wissenschaften, der Öffentlichkeit und gesellschaftspolitischer Lobbyarbeit zur Verfügung gestellt werden.
Weitere Aktivitäten sind die Organisation und Durchführung von Ausstellungen, kulturellen Veranstaltungen und Vorträgen. Besonderer Fokus liegt dabei darauf, Einwanderung mit seinen positiven Aspekten der gegenseitige Bereicherung zu zeigen, indem an konkreten Lebensbeispielen deutlich wird, welchen Anteil Migranten mit all ihrer Vielschichtigkeit, ihrer Arbeit, Kreativität und Energie am wachsenden wirtschaftlichen, sozialen und kulturellen Wohlstand haben.
Das DMM soll als Vertretung verschiedener Migrations-Gemeinschaften den interkulturellen und internationalen Austausch an Erfahrungen und Informationen fördern: zwischen Individuen, Kollektiven und Institutionen im In- und Ausland, die ähnliche Ziele verfolgen. Im Zentrum stehen dabei internationale Gesinnung, Toleranz und der Völkerverständigungsgedanke.